# شهرکیان
شهرکیان  از توابع شهرستان شهرکرد در استان چهارمحال و بختیاری است، این شهر با تاریخی بالغ بر هفت هزارو پانصدسال یکی از سکونت گاه های قدیمی در استان و مرکز حکومت منطقه در زمان سلسله افشاریان می باشد،مردم بومی این منطقه تماما ترک زبان واز تبارترکان قشقایی هستند البته امروزه ب دلیل وجود مهاجرت دیگر اقلیت ها،گویش های فارسی و لری بختیاری نیز رایج است .

## نامگذاری
نام‌های قدیم ان شهر، «شَه رُز» و «شهر سُرخ لار» بوده که بعدها به «شَهرَک» و در چند دهه اخیر با نام «کیان» یاد می‌شود. در شناسنامه اهالی شهرکیان بعد از فامیل، پسوند «شهرکی» آمده است.
- شَه رُز
- شهر سُرخ لار
- شَهرَک
- کیان

| چه خوش گفت آن شاه با داد و دین |  | سر داستان کی قباد گزین      |
| پدر بر پدر دارم از هر که یاد   |  | ز نسل فریدون منم کی قباد    |
| سرافراز مردی دگرگونه گفت       |  | نماند نژاد و هنر در نهفت    |
| که این شهر با این دلیل و بیان  |  | به خود نام بگزید شهر «کیان» |

## زبان
زبان مردم این شهر، ترکی چهارمحالی است. بر پایه تحقیقات پروفسور گرهارد دوئرفر، گویش‌های ترکی رایج در چهارمحال در گروه زبانی اوغوزی میانه و جنوبی قراردارد. زبان ترکی رایج در شهرکیان، یکی از بکر ترین زبان ها و لهجه های ترکی در ایران است.

## اقتصاد
- کشاورزی: اقتصاد شهرکیان بر پایه کشاورزی و دامداری می‌باشد و این شهر با داشت حدود ۲۷۰۰ هکتار زمین‌های کشاورزی حاصلخیز، یکی از شهرهای مهم برای کشاورزی می‌باشد.[۱۰]
- مجتمع پرورش گاو شیری: با مساحت ۸۳ هکتار و حدود ۲۰۰ واحد دامپروری، قطب تولید شیر و لبنیات در استان چهارمحال و بختیاری شناخته می‌شود.[۱۱]
- شرکت نساجی حجاب: بزرگ‌ترین تولیدکننده چادر مشکی ایران در سال ۱۳۶۹ به ثبت رسید و موضوع فعالیت این شرکت، تولید و توزیع انواع پارچه‌های چادری مشکی و سایر منسوجات پارچه‌ای و نیز خرید و فروش ماشین آلات و تجهیزات نساجی بوده است.[۱۲]
- شرکت لبنیات و پنیرسازی: این شرکت در سال ۱۳۶۶ شروع به ساخت گردید و در سال ۱۳۷۲ به بهره‌برداری رسید. وظیفه اصلی آن تولید پنیر با ظرفیت دریافت روزانه تا ۱۵۰ تن شیر و تبدیل آن به ۱۵ تا ۲۰ تن پنیر است. این شرکت در سال ۱۳۸۵ به بخش خصوصی واگذار شد و در راستای این واگذاری طرح توسعه شرکت از سال ۸۶ تا سال ۸۹ به‌طور انجامید.[۱۳]
- مجتمع گلخانه ای شهدای شهرکیان: بزرگ‌ترین مجتمع تولیدات گلخانه ای در استان چهارمحال و بختیاری می‌باشد که در زمینی به وسعت ۷۵۰٫۰۰۰ متر مربع در مزارع گود و گردنبه در حال ساخت می‌باشد و نیاز استان را در زمینه محصولات صیفی برطرف می‌کند.[۱۴]

## جمعیت
جمعیت این شهر براساس سرشماری سال ۱۳۹۵، برابر با ۱۲٬۹۴۸ نفر می‌باشد.

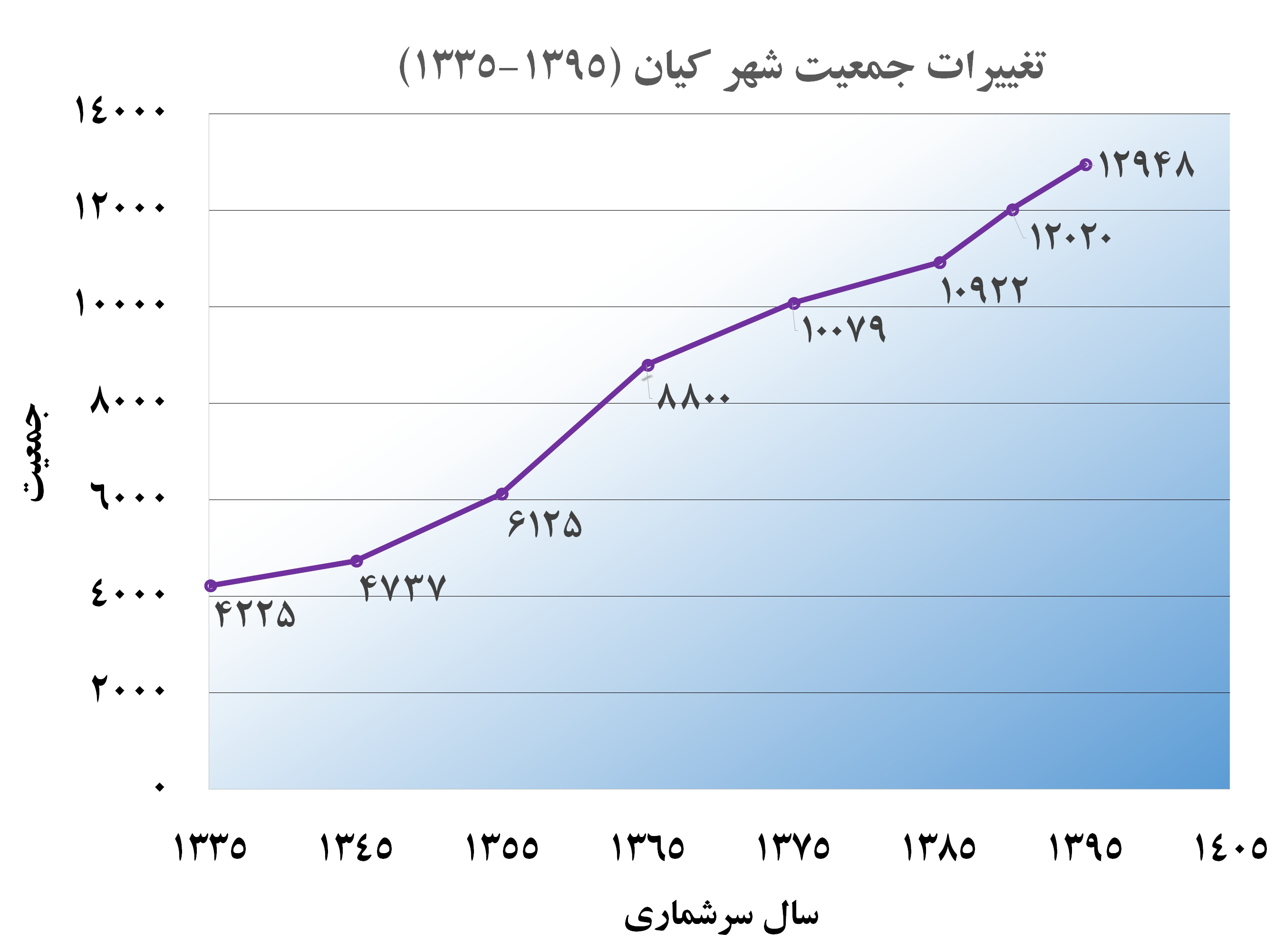
تغییرات جمعیت شهر کیان

## تقسیمات شهری
نام عرفی و قدیمی برخی از محلات شهرکیان عبارت است از: گرجیان، میون راه، پابِدِز، محمودآباد، پُشت بارگاه، مَحراب، نوغفران، سرچشمه، دالون تاریکی، مرکزی، شَط یازی، خاک آلود، قلعه، زیرشو، کولدان و سیابین.
قابل ذکر است بافت مرکزی شهر خود شامل هسته اولیه شهر و محله‌های مختلفی به نامهای بارو، مسجد جامع، پشت مسجد، قلعه حفیظ الله خان، خواجه خضنده و… می‌باشد.

## مناطق گردشگری

### پارک قزل‌حصار

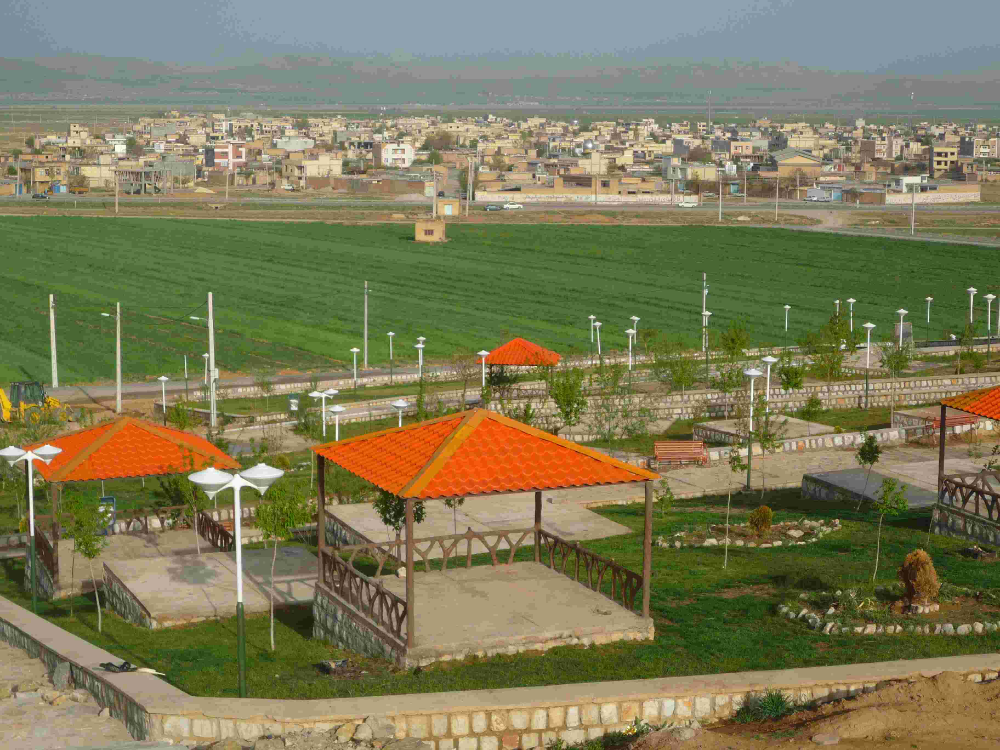
نمای شهر کیان از پارک قزل حصار

پارک قزل‌حصار در جنوب‌شرقی شهرکیان و در مجاورت جاده خوزستان، در زمینی به مساحت ۲۳۰۰۰۰ متر مربع واقع شده است و مساحت فضای سبز آن در حال حاضر ۳۲۰۰۰ متر مربع می‌باشد. اطراف این پارک مسیر زیبایی به طول بیش از ۲ کیلومتر به منظور پیاده‌روی و دوچرخه سواری موسوم به «جاده نشاط» احداث شده است.

### بوستان کتاب
بوستان کتاب در ضلع جنوبی امامزاده شاهزاده عزیزالله و در فضایی بیش از ۸۰۰۰ متر مربع احداث شده است. این پارک با دارا بودن تجهیزات تفریحی کودکان، تجهیزات ورزشی بزرگسالان و همچنین همجواری با آستان امامزاده عزیزالله یکی از مکان‌های مناسب گردشگری در شهرکیان می‌باشد.

### امامزاده شاهزاده عزیزالله
آستان با شکوه امامزاده شاهزاده عزیزالله در انتهای پارک زیبای بوستان کتاب شهرکیان، مقابل آرامگاه شهدای گمنام این شهر واقع شده است. بنای قبلی ساختمان بقعه از خشت و گل بود و بنای کنونی آن جدید می‌باشد و شامل ایوان، سردر، مناره، گنبد، ضریح، حرم است. پس از عبور از سردر باشکوه، به صحن بقعه و از آنجا به مدخل اصلی بقعه (ایوان) می‌رسیم که توسط ۶ پلکان به آن راه می‌یابد. در پیشانی ایوان کتیبه‌ای در زمینه کاشی سبز با خط خوش نستعلیق نوشته شده: «یا شاهزاده عزیزالله فرزند امام حسن مجتبی (علیه السلام). دور اتاق مرقد را یک شبستان بزرگ احاطه نموده و در جانب غرب آن یک مسجد نسبتاً بزرگی الحاق شده است.

## آثار تاریخی

### گورگای تپه (تپه شهر کهنه)

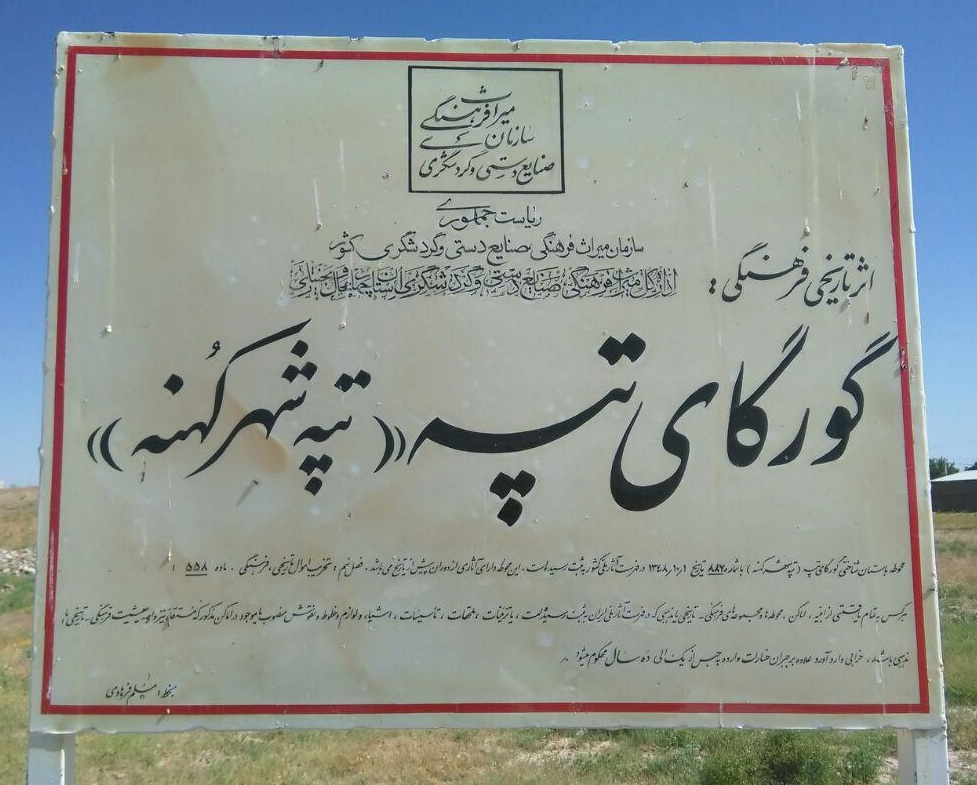

گورگای تپه، متعلق به دوره پیش از تاریخ و خصوصاً دوره نوسنگی به بعد است. آثار ۷۰۰۰ ساله این تپّه بیانگر قدمت فراوان و اهمیت ثبت ملی این تپّه می‌باشد. این تپّه باستانی برای اولین بار در سال ۱۳۵۶ خورشیدی توسط آلن زاگارل، باستان‌شناس آلمانی مورد بررسی و گمانه زنی باستان شناختی قرار گرفت.

### تپه سراب (گنبدک)
تپه سرآب با قدمت ۱۰۰۰۰ ساله، قدیمی‌ترین سکونتگاه انسان در استان چهارمحال و بختیاری و مهم‌ترین سایت نوسنگی در زاگرس جنوبی می‌باشد. این تپه باستانی مربوط به دوران پیش از تاریخ در ایران باستان است. این اثر در تاریخ ۹ آذر ۱۳۸۹ با شمارهٔ ثبت ۲۹۷۰۸ به‌عنوان یکی از آثار ملی ایران به ثبت رسیده است.

### مسجد جامع محب علی بیگ
بنای اولیه این مسجد قبل از دوره تیموری پایه‌گذاری شده است و در دوره افشار در سنه ۱۱۵۱ ه‍.ق مورد بازسازی قرار گرفته است و متعاقب آن در سنه ۱۳۱۸ ه‍.ق مورد بازسازی اساسی با مصالح آجر قرار گرفته است. این مسجد در تاریخ ۱۶ شهریور ۱۳۷۶ با شمارهٔ ثبت ۱۹۱۵ به‌عنوان یکی از آثار ملی ایران به ثبت رسیده است. این مسجد دارای دو شبستان بهاره و زمستانه است و رواق شرقی آن دارای شبستان ستوندار سنگی بوده و کاربندی‌های سقف و آجر کاری‌های آن از ویژگی‌های معماری این مسجد محسوب می‌شود.

### سنگ آسیاب تیموری

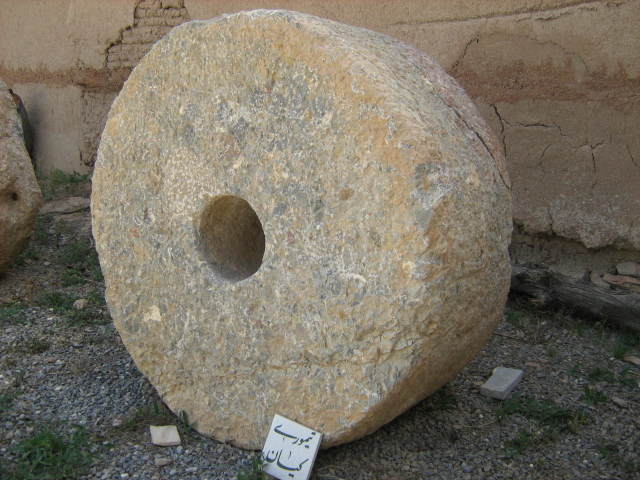
سنگ آسیاب متعلق شهر کیان - دوره تیموری

این سنگ متعلق به دوره تیموری می‌باشد و در حال حاضر در موزه سنگ چالشتر نگهداری می‌شود.

### سنگ عصار خانه قدیمی

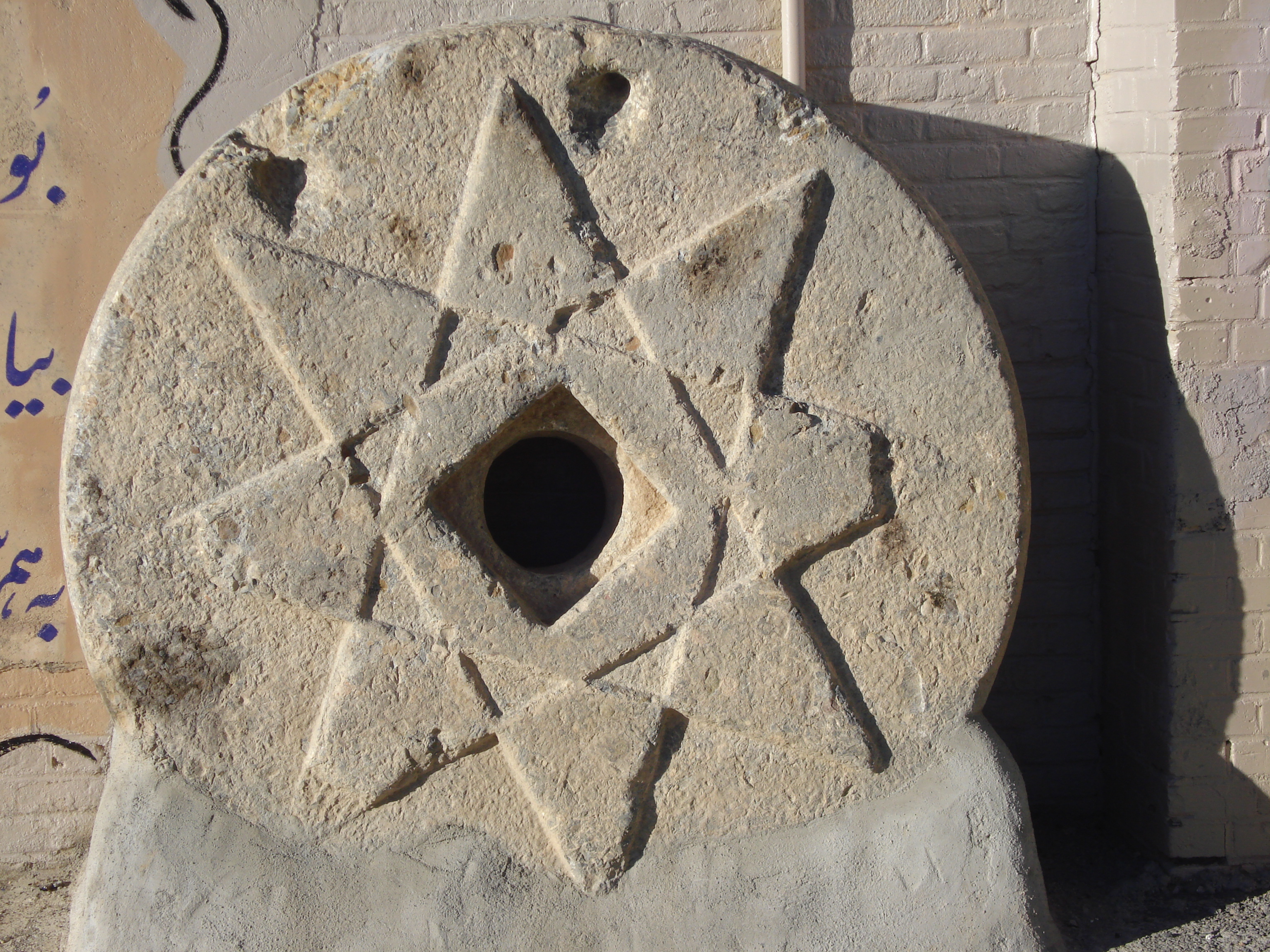
سنگ عصارخانه قدیمی شهر کیان

سنگ عصار خانه باقی مانده از عصار خانه تخریب شده شهر کیان در حال حاضر در موزه مردم‌شناسی این شهر نگهداری می‌شود. عصارخانه‌ها کارگاه‌هایی بودند که گذشتگان در آنها از دانه‌های گیاهان روغنی، روغن می‌گرفتند.

## مشاهیر
- محب علی بیگ

از سرداران بزرگ نادر شاه بود که پس از سرکوب کردن عصیان علیمراد بختیاری توسط نادر شاه، از طرف وی به عنوان حاکم منطقه چهارمحال انتخاب شد و شهرکیان هم به عنوان مرکز حکومت چهارمحال برگزیده شد.
محبعلی بیگ از رؤسای طایفه قلچه‌ای از طوایف ترکمان و در زمان نهضت اردوی خدیو کشورستان اعنی مرزبان کامکار مرحوم مغفور نادرشاه افشار به دارالسلطنه اصفهان به صوابدید امنای دولت، پای حکومت در زره چهارمحال گذاشته و به واسطه طول زمان و اعتدال هوا و میل به صحبت همدمان در قریه مشهور به شهرک ساکن و مقیم گشته، الحق امیری بود با ثروت و دولت و صاحب شمشیر در کمال هیبت و صولت.
- خان (خانم کوچک تاج‌الدوله)

ماه‌طلعت، نخستین زن ادیب چهارمحال است. ایشان فرزند محمد بیگ و نوهٔ محبعلی بیگ (سردار بزرگ نادرشاه)، ملقب به «خانم کوچک تاج الدوله» و متخلص به «خان» است.
عمان سامانی صاحب کتاب «مخزن الدرر» در شرح حال وی چنین می‌نویسد:
«خان مخدره‌ای بوده فصاحت و بلاغت توامان و مصدره اعجوبه و نادره نسوان زمان».
- لطیف خان فروزنده شهرکی

لطیف خان فروزنده شهرکی فرزند حاجی علیخان شهرکی از جوانان روشنفکر منطقه که در کشاکش جنگ‌های مشروطه رشادت‌ها به خرج داد اما با به انحراف کشیده شدن انقلاب مشروطه به یاری رجال برجسته قرای چهارمحال بر علیه خوانین بختیاری قیام نمود و رهبری این قیام را برعهده گرفت. وی در دی ماه ۱۳۰۶ شمسی در سن ۳۶ سالگی در پی توطئه حکام منطقه، مسموم و کشته شد.
- عبدالله خان خدابنده شهرکی

عبدالله خان خدابنده شهرکی (فرزند نورالله بیگ) از مردان شجاع و فعال بود که در جنگ جهانی اول با جمع زیادی از ایرانیان به خاک عثمانی مهاجرت و پس از سه سال توقف دراستانبول و رفع مخاطرات به ایران مراجعت نمود و دنباله اقدامات و خدمات ملی را با سایر هموطنان ادامه داد. در موقع اقتدار خوانین بختیاری و جنبش مشروطیت نیز از آزادیخواهان فعال محسوب می‌شد و سال‌ها به سبب کسالت پا که در جنگ تیر خورده بود از مأموریت‌های خارج معاف بود. در سال ۱۳۰۴ شمسی و سلطنت پهلوی، در نتیجه اذیت و آزار خوانین، جنبش ملی اهالی چهارمحال به عمل آمده و او به همراه آزادی خواهان و نمایندگان مردم به طرف تهران حرکت و شبانه روز فعالیت‌های دامنه‌داری را برای خاتمه دادن به حکمرانی خوانین چهارمحال تا نتیجه نهایی ادامه داد. در سال ۱۳۴۲ شمسی قلعه محل سکونت خویش را افتخارا جهت تأسیس مدرسه دولتی مهرگان به اداره فرهنگ واگذارنمود.
- ملا علی دانش شهرکی

ملا علی دانش شهرکی، یکی از اعضای هسته اولیه بنیان‌گذاران آموزش و پرورش نوین چهارمحال بود.
- نبی‌الله خان خدابنده شهرکی

نبی الله خان فرزند هدایت الله خان که در کشاکش جنگ‌های مشروطه رشادتها به خرج داد و ملقب به شجاع نظام گردید. وی از اعضای اصلی قیام اتحادیه چهارمحال بود.
- حاج مختار آزاد

حاج مختار آزاد از کاروان داران و همچنین صاحب و بنیان‌گذار کاروانسرای «کوت سد صالح اهواز» بود که افراد بسیار زیادی را از اصفهان و چهارمحال به سفر حج رهنمود کرد و در طی انقلاب مشروطه در اهواز به مخالفت با انگلیس و شیخ خزعل برآمد که در طی این مخالفت نوه خود حسین خان آزاد به شهادت رسید و رشادت‌های زیادی از خود به یادگار گذاشت.

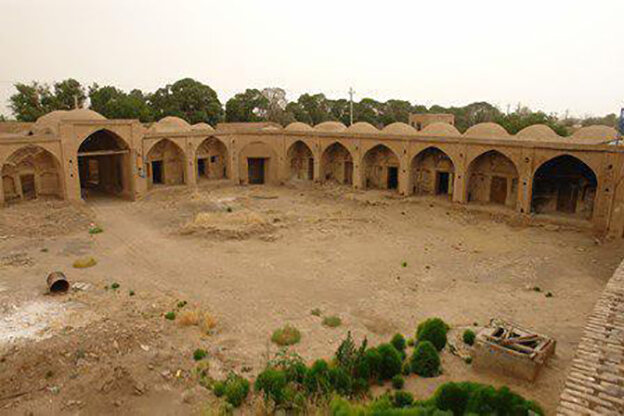
کاروانسرای کوت صالح اهواز

## نگارخانه

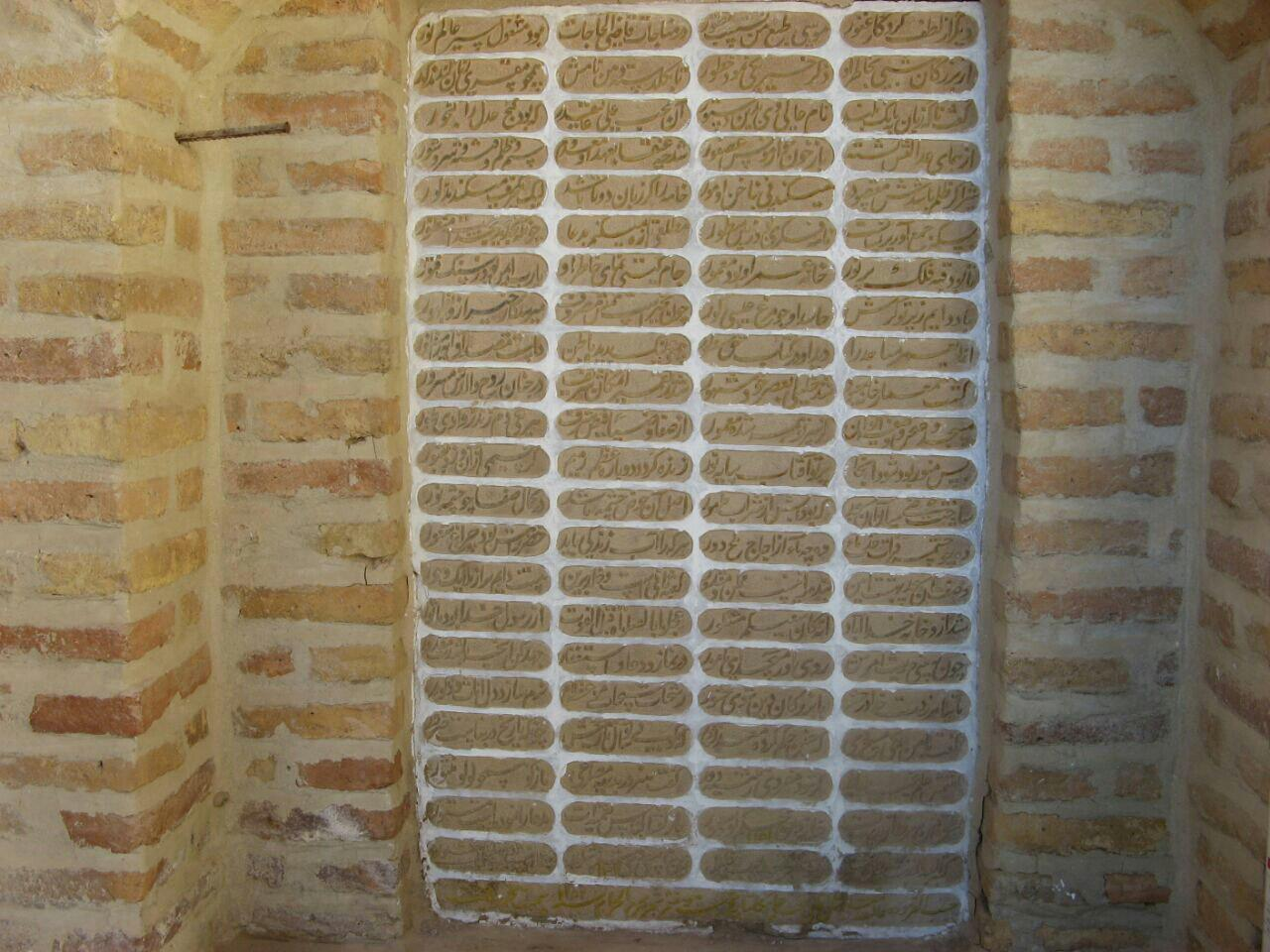
کتیبه تاریخ بازسازی مسجد جامع کیان
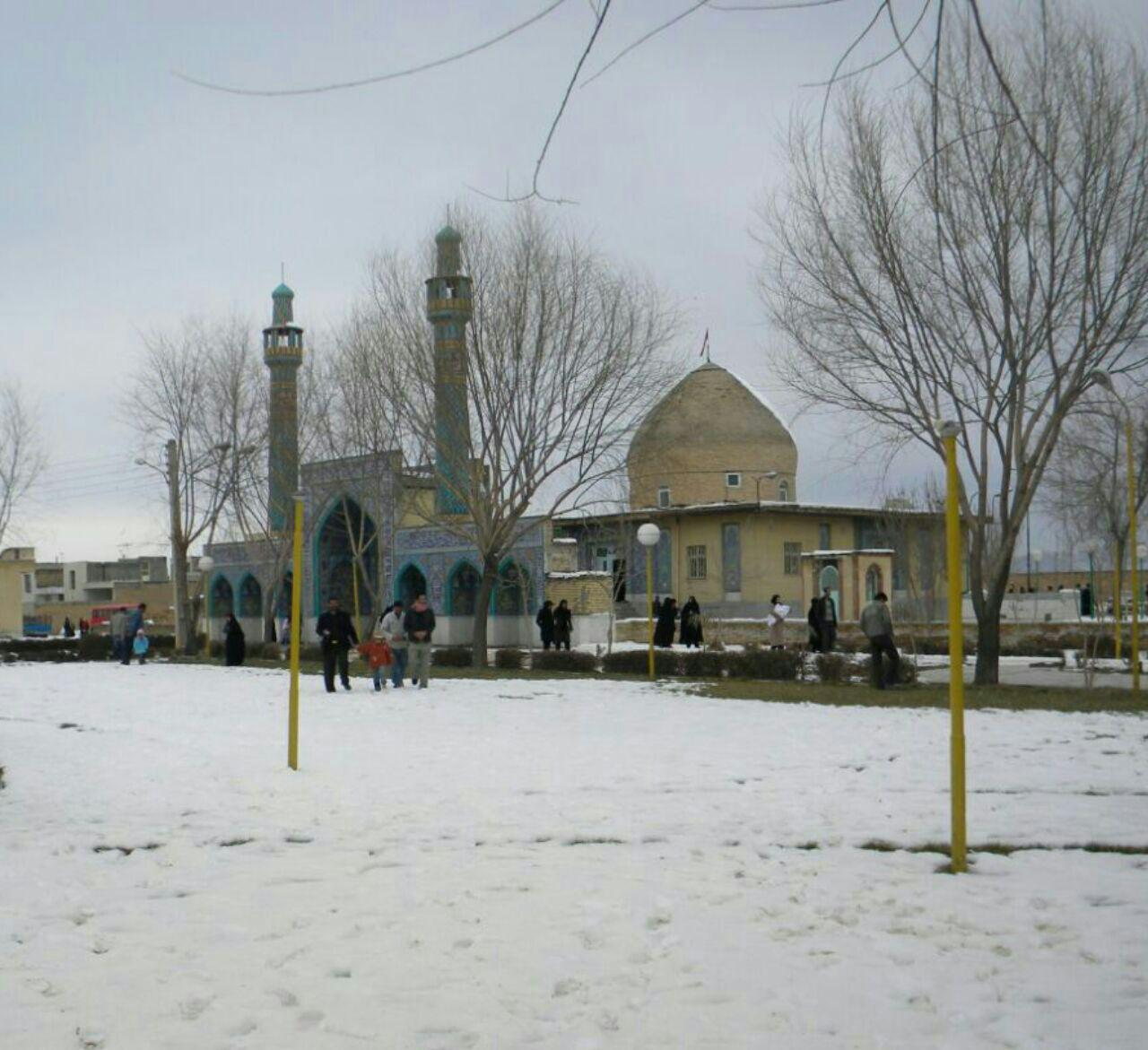
امامزاده شاهزاده عزیزالله شهرکیان
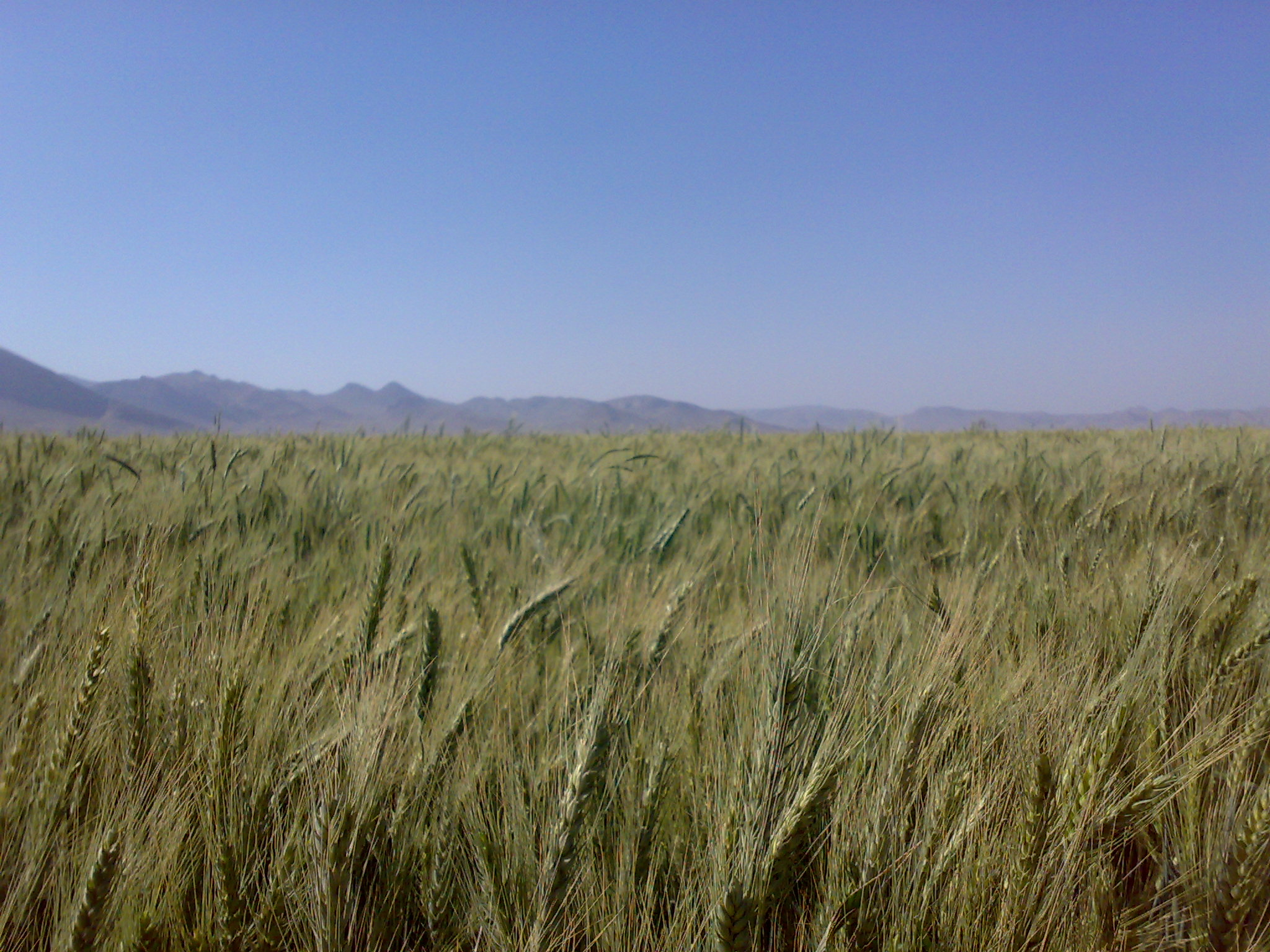
یک گندم‌زار در حاشیهٔ شهرکیان